# Koffi Kwahulé
Koffi Kwahulé (Abengourou, 1956) é um escritor da Costa do Marfim. 
Iniciou sua formação artística no Instituto Nacional das Artes de Abidjan. Em 1979 mudou-se para a França, concluindo seus estudos na Escola Nacional Superior de Artes e Técnicas de Paris e fazendo o doutorado em Teatro na Universidade de Paris III. 
Escreveu cerca de 30 peças, além de romances e contos. Sua obra é marcada pela influência do jazz, inclusive no ritmo do texto. Seu romance Babyface, de 2006, ganhou o prêmio Ahmadou Kourouma e o Grande Prêmio da Costa do Marfim das Letras.

## Obras
- Ubu roi de Jarry (ensaio, Bertrand Lacoste, 1993).
- Cette vieille magie noire, (teatro, Lansman, 1993).
- Pour une critique du théâtre ivoirien contemporain, (ensaio, l’Harmattan, 1996).
- ...et son petit ami l’appelait Samiagamal, (teatro, Actes-Sud Papiers, 1997).
- Bintou (teatro, Lansman, 1997).
- Fama (teatro, Lansman, 1998).
- Il nous faut l’Amérique ! (teatro, Ed. Acoria, 1997).
- La Dame du café d’en face (teatro, Ed. Théâtrales, 1998).
- Jaz (teatro, Éditions Théâtrales, 1998).
- La Jeune fille au gousset (novela, publicada na  Revue Africultures, 1998).
- Les Créanciers (teatro, Lunaria, 2000).
- Village fou ou Les Déconnards (teatro, Éditions Acoria, 2000).
- P’tite-Souillure (teatro, Éditions Théâtrales, 2000).
- Big Shoot (teatro, Éditions Théâtrales, 2000).
- Une si paisible jolie petite ville, (teatro, Théâtres en Bretagne, 2001).
- El Mona, (teatro, Lansman, 2001).
- Goldengirls (teatro, publicada na revista Théâtre Public).
- Veillée d’armes (novela, Ed. L’Esprit des Péninsules, 2002).
- Western (novela, revista Le Paresseux, 2003).
- Ces gens-là (teatro, Revue Siècle 21, 2003).
- Le Masque boiteux ou Histoires de soldats (teatro, Éditions Théâtrales, 2003).
- Scat (teatro, Lansman, 2003).
- Blue-S-cat (teatro, Éditions Théâtrales 2005).
- Misterioso – 119 (teatro, Éditions Théâtrales, 2005).
- Brasserie (teatro, Éditions Théâtrales, 2006).
- Babyface (romance, Éditions Gallimard, 2006).
- La Mélancolie des barbares (teatro, Lansman, 2009).
- Les Recluses (teatro, Éditions Théâtrales, 2010).
- Nema (teatro, Éditions Théâtrales, 2011).
- Monsieur Ki (romance, Éditions Gallimard, 2010).